# Alcantarea burle-marxii
Alcantarea burle-marxii es una especie  de planta perteneciente a la familia de las alcantareas. Es una especie endémica de Brasil.

## Taxonomía
Alcantarea burle-marxii fue descrita por (Leme) J.R.Grant y publicado en Bromelia: Revista de Sociedade Brasileira de Bromelias 2(3): 26. 1995.
Etimología;
Alcantarea: nombre genérico otorgado en homenaje a Pedro de Alcántara (1840-1889), segundo emperador de Brasil.
burle-marxii: epíteto otorgado en honor de Roberto Burle Marx.
Basónimo
- Vriesea burle-marxii Leme